# Nekropole im Bois de Vergentière

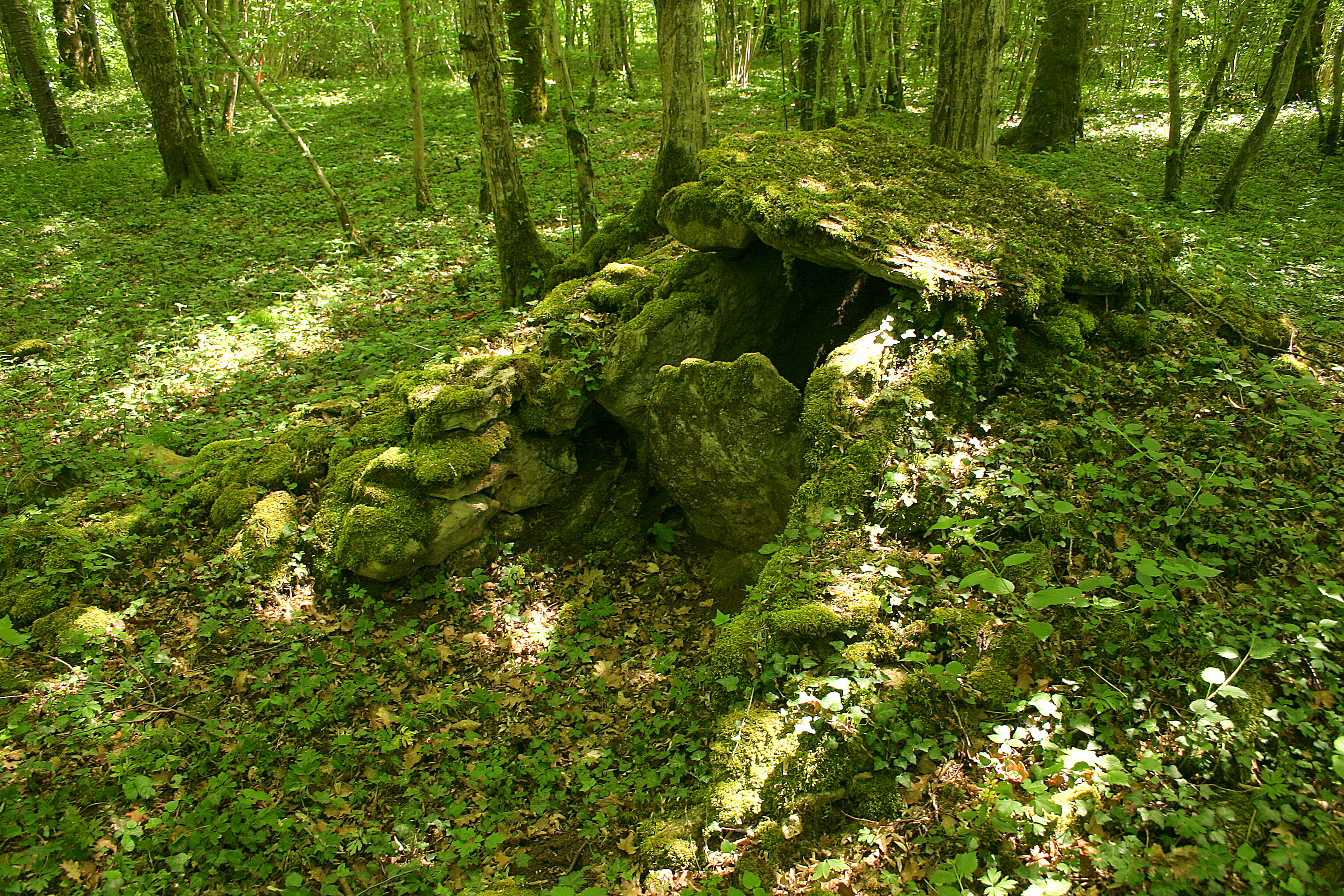
Dolmen 2

Die Nekropole im Bois de Vergentière (Wald) liegt westlich von Cohons, im Süden des Département Haute-Marne in Frankreich. Die prähistorischen Überreste im Bois de la Vergentière bestehen aus einer geplünderten Nekropole und einer Siedlung aus dem mittleren Neolithikum. Die zwischen 1976 und 1985 von Louis Lepage untersuchte Nekropole hat etwa sechs Grabhügel. 

## Die Dolmen
Dolmen ist in Frankreich der Oberbegriff für neolithische Megalithanlagen aller Art (siehe: Französische Nomenklatur).

### Dolmen 1
Dolmen 1 liegt in einem etwa 10,0 m langen, 6,0 m breiten und 1,0 m hohen Hügel. Die etwa 2,5 m lange und 1,0 m breite Südost-Nordwest orientierte Kammer wird von mehreren Orthostaten begrenzt und ist im Norden mit einer kleinen Platte verschlossen. Die archäologischen Schichten enthielten Knochenfragmente, die durch Kalksteinplatten getrennt zu sein schienen. Der Dolmen aus dem mittleren Neolithikum wurde im späten Neolithikum wiederverwendet.

### Dolmen 2
Dolmen 2 ist von einem runden Tumulus von etwa 5,0 m Durchmesser umgeben und besteht aus einer etwa 1,5 m langen und 1,0 m breiten Nordwest-Südost orientierten Kammer. Die 1,9 m lange, 1,5 m breite und 0,25 m dicke Deckenplatte befindet sich in situ. Die Ausgrabungen ergaben wenig archäologisches Material. Der seit 1990 als Monument historique eingestufte Dolmen stammt aus dem Mittleren Neolithikum.

## Die Tumuli
Der dritte Tumulus ist ein Hügel von etwa 4,0 m Durchmesser, in dem mehrere Platten als Reste einer zerstörten megalithischen Struktur liegen.
Der vierte Tumulus ist 1,2 Meter hoch und etwa 12,0 Meter lang, 9,0 Meter breit. Er hat eine Lage von Megalithen von 3,50 m Länge und 1,20 m Breite. Während einer vorherigen Plünderung wurde er vollständig geleert.
Der fünfte Tumulus ist ein etwa 9,0 m langer und 6,0 m breiter Hügel ohne innere Konstruktion. Seine Durchsuchung erbrachte kein archäologisches Material1.
Der sechste Tumulus hat 5 m Durchmesser und ist 0,6 m hoch. Reste einer internen Struktur sind nicht erhalten.